# Sergio del Sol
Sergio del Sol es un deportista mexicano que compite en judo. Ganó una medalla de bronce en el Campeonato Panamericano de Judo de 2021 en la categoría de +100 kg.

## Palmarés internacional
| Campeonato Panamericano | Campeonato Panamericano | Campeonato Panamericano | Campeonato Panamericano |
| Año                     | Lugar                   | Medalla                 | Categoría               |
| ----------------------- | ----------------------- | ----------------------- | ----------------------- |
| 2021                    | Guadalajara (México)    | Medalla de bronce       | +100 kg                 |